# Данилик, Сергей Юрьевич
Сергей Юрьевич Данилик (род. 1 сентября 1970, Свердловск) — российский самбист, призёр чемпионатов России, Европы и Азии, победитель и призёр розыгрышей Кубков России и мира, мастер спорта России международного класса (1995). Выступал в 1-й средней (до 68 кг) и 2-й средней (до 74 кг) весовых категориях. Представлял спортивный клуб «Уралмаш» (Екатеринбург). Его тренерами были А. Ершов, Сергей Воробьёв и Александр Козлов. Выпускник Свердловского горного института по специальности горный инженер. Работал генеральным директором Управляющей компании «Юста». Является членом правления благотворительного фонда «Родина».

## Спортивные результаты
- Чемпионат России по самбо 1992 года — ;
- Чемпионат России по самбо 1993 года — ;
- Кубок России по самбо 1993 года — ;
- Чемпионат России по самбо 1994 года — ;
- Кубок России по самбо 1994 года — ;
- Кубок России по самбо 1995 года — ;
- Чемпионат России по самбо 1995 года — ;
- Чемпионат России по самбо 1996 года — ;